# Thank Your Lucky Stars
Thank Your Lucky Stars är ett musikalbum av Whitehouse, utgivet 1990.

## Låtlista
1. Hungry for Pain (6:42)
2. Thank Your Lucky Stars (5:28)
3. Try And Be Greatful (4:46)
4. My Cock's on Fire (4:43)